# Волфганг Мориц фон Ауершперг
Волфганг Мориц Лудвиг фон Ауершперг (на немски: Wolfgang Moritz Ludwig Graf von Auersperg, Freiherr von Schonberg und Seisenberg; * 1707; † 23 май 1756) е австрийски граф от род Ауершперг, фрайхер на Шонберг и Зайзенберг.

## Произход
Той е син на граф Волфганг Августин фон Ауершперг (1677 – 1756) и първата му съпруга графиня графиня Мария Елеонора фон Корнфайл-Вайнфелден (1687 – 1717). Внук е на граф Волфганг Максимилиан фон Ауершперг (1633 – 1705) и фрайин Сузана Елизабет фон Полхайм (1647 – 1716).
Баща му се жени втори път 1718 г. за фрайин Мария Йохана фон Хааген († 1746). Брат е на Сузана Елизабет Доротея Фридерика фон Ауершперг (1709 – 1731), омъжена 1725 г. за граф Волфганг Августин фон Ауершперг, господар на Алтшлос-Пургщал (1700 – 1731), внук на граф Карл Вайкхард фон Ауершперг (1630 – 1685), и син на граф Волфганг Енгелберт фон Ауершперг цу Алтшлос-Пургщал (1664 – 1723) и фрайин Маргарета Констанция фон Дитрихщайн († 1703).

## Фамилия
Волфганг Мориц фон Ауершперг се жени на 6 септември 1739 г. за Кристина фон Виндиш-Грец (* 20 март 1717; † 1777), дъщеря на фрайхер Кристоф Еренрайх фон Виндиш-Грец († 1732) и графиня Анна Кристина фон Ауершперг (1682 – 1735), дъщеря на дядо му граф Волфганг Максимилиан фон Ауершперг (1633 – 1705) и Сузана Елизабет фон Полхайм (1647 – 1716). Те имат четири сина:
- Волфганг Август Кристиан Готфрид (* 23 октомври 1741; † 9 октомври 1821, Пургщал на река Ерлауф), граф на Ауершперг, фрайхер на Шонберг и Зайзенберг, женен на 12 юни 1764 г. в Кирхберг за фрайин Анна Каролина Йозефа фон Геминген-Щайнег (* 20 декември 1738, Мюлхаузен; † 30 януари 1794, Линц), имат 4 деца, двама сина и две дъщери
- Волфганг Фридеман (*/† 1744)
- Волфганг Фердинанд (1747 – 1771)
- Волфганг Йохан (1751 – 18??)